# Kenta Tokushige
Kenta Tokushige (jap. 徳重 健太 Tokushige Kenta; ur. 9 marca 1984) – japoński piłkarz występujący na pozycji bramkarza. Obecnie występuje w Vissel Kobe.

## Kariera klubowa
Od 2002 roku występował w klubach Urawa Reds, Cerezo Osaka i Vissel Kobe.